# رودولفو نری ولا
رودولفو نری ولا (به انگلیسی: Rodolfo Neri Vela) فضانورد اهل کشور مکزیک است که در ۱۹ فوریهٔ ۱۹۵۲ میلادی در چیلپانسینگو زاده شد. وی در مأموریت اس‌تی‌اس-۶۱-بی حضور داشته است.